# Lindsdal
Lindsdal ist ein Ort nahe der schwedischen Stadt Kalmar. Er liegt in der Gemeinde Kalmar und der Provinz Kalmar län sowie der historischen Provinz Småland.
Die wichtigsten Gebäude im Zentrum des Ortes sind der ICA-Supermarkt, die Sporthalle und die Bibliothek.

## Söhne und Töchter der Stadt
- Tommy Tysper, schwedischer Künstler